# Йорданська рифтова долина

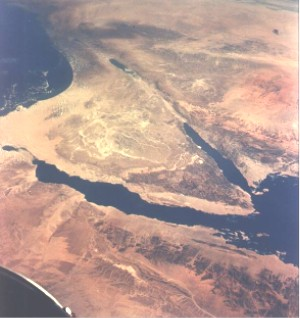
Північна частина Великої рифтової долини. Синайський півострів міститься в центрі, Мертве море і долина річки Йордан в горі

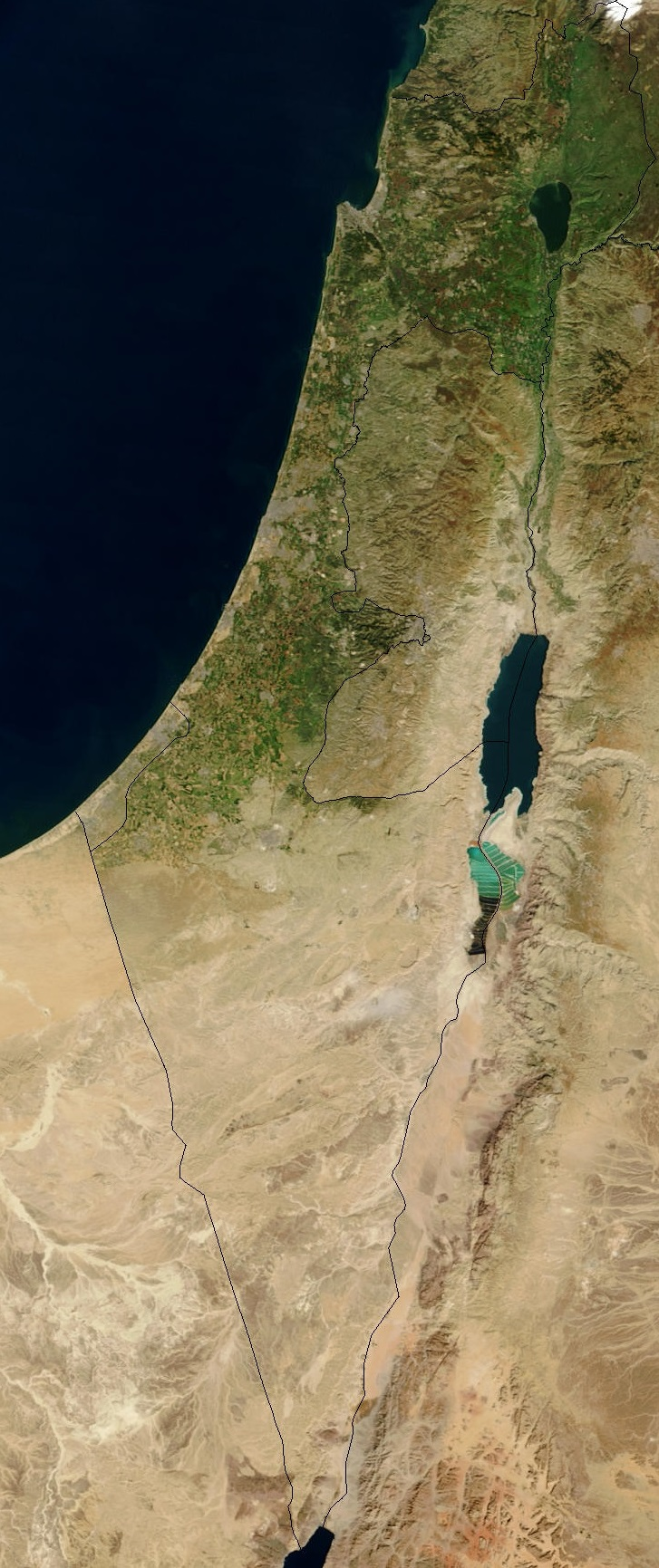
Супутниковий знімок Йорданської Рифтової долини

Йорданська Рифтова долина (араб. الغور — Ель-Гор, Аль-Гор, івр. בקע הירדן Бєka Хаярден) витягнутий розлом, розташований в сучасному Ізраїлі, Йорданії, на Західному березі і Голанських висотах. Географічний регіон включає річку Йордан, долину Хула, Тиверіадське озеро і Мертве море, найнижчу відмітку на Землі.

## Походження і фізичні особливості
Йорданська Рифтова долина виникла багато мільйонів років тому в епоху міоцену (23,8 — 5,3 млн років тому), коли Аравійська тектонічна плита пересунулась на північ, а потім на схід від Африки. Мільйон років пізніше, прохід між Середземним морем і Йорданською Рифтовою долиною закривається і морська вода припинила прибування до долини.

### Розлом Мертвого моря
Розлом або Рифт Мертвого моря відокремлює Аравійську плиту від Африканської плити, і сполучає Рифт Червоного моря зі Східно-Анатолійським розломом в Туреччині. Вельми спірне тлумачення тектоніки рифту Мертвого моря. Існують дві суперечливі теорії, про походження улоговини Мертвого моря. Стара теорія трактує, що улоговина розташована в рифтової зоні — продовження Рифту Червоного моря, або навіть Великої рифтової долини Східної Африки. Але новітня теорія наполягає на тому, що Мертве море є наслідком розлому уздовж Мертвого моря, що створив розширення земної кори з подальшим осіданням ґрунту. Рифт є предметом дослідження, що продовжується, і обговорення.